# Kangos
Kangos è una località situata nel comune di Pajala (contea di Norrbotten, Svezia), con 278 abitanti nel 2005.